# Graphogaster fuscisquamis
Graphogaster fuscisquamis är en tvåvingeart som först beskrevs av Brooks 1942.  Graphogaster fuscisquamis ingår i släktet Graphogaster och familjen parasitflugor.
Artens utbredningsområde är Alberta. Inga underarter finns listade i Catalogue of Life.